# Campus Monseñor Alejandro Menchaca Lira
El campus Monseñor Alejandro Menchaca Lira, a veces llamado campus Menchaca Lira, es un campus universitario de la ciudad de Temuco, Chile, perteneciente a la Universidad Católica de Temuco (UCT). Se ubica en avenida Alemania 0422. Lleva el nombre del obispo fundador de la universidad. Alberga a la Facultad de Artes y Humanidades, y la Galería de Arte. Se emplaza en la antigua Casona Malmus, patrimonio cultural de La Araucanía, cuyas obras comenzaron a ejecutarse en el año 1918, con planos que el señor Conrado Malmus, vecino de la ciudad de Temuco y colono europeo de la zona, trajo desde Alemania, los que fueron adaptados a la realidad local, y ejecutados por el arquitecto Enrique Knokaert. La finalización de su construcción fue en el año 1921. En el año 1950 la casona pasó bajó la administración de la Universidad para fines educativos, dando por terminado su época de residencia privada. En el 2002 se llevó a cabo una remodelación de la estructura dirigida por el arquitecto Juan Carlos Urzúa.
Los campus San Francisco y Menchaca Lira, ambos de la UCT, fueron los primeros campus universitarios latinoamericanos en ser modelados en tres dimensiones para ser añadidos a Google Earth.

## Galería de imágenes
|                                       |
| Entrada principal a la casona Malmus. |

|                                    |
| Campus Menchaca Lira al atardecer. |

|                                                                    |
| Casona Malmus vista desde el acceso por la calle 18 de Septiembre. |